# Laranja (indivíduo)
Os termos "laranja" (termo brasileiro) e "testa de ferro" designam, na linguagem popular, a pessoa que intermedeia, voluntária ou involuntariamente, transações financeiras fraudulentas, emprestando seu nome, documentos ou conta bancária para ocultar a identidade de quem a contrata. A criação de laranjas frequentemente tem, entre outras finalidades, o intuito de escapar do fisco. Outras motivações levam à prática de ilícitos com a utilização fraudulenta de interpostas pessoas visando à ocultação do real sujeito da relação jurídica tributária, patrimonial, financeira ou comercial, a exemplo da lavagem de dinheiro e do desvio de recursos públicos.
Na seara do desvio de recursos públicos o meio mais comum é o uso de notas fiscais fictícias ou "frias" (“aquelas nas quais os serviços declarados não são prestados ou os produtos discriminados não são entregues” aos destinatários, no caso, os órgãos públicos). O pagamento por estes serviços ou produtos que constam das notas frias é realizado, sendo os recursos desviados para as contas dos fraudadores. Para emissão destas notas fictícias, são constituídas empresas “fantasmas” cujos sócios ou responsáveis normalmente são "laranjas", conscientes ou não desta situação.
No Brasil, a Secretaria da Receita Federal (RFB) trabalha na identificação de irregularidades, a exemplo da variação patrimonial a descoberto ou do enriquecimento súbito de pessoas relacionadas a fraudes, as quais, uma vez comprovadas, servirão de prova nos processos político e judicial que tratam dos desvios de recursos públicos.

## Etimologia
O termo "laranja" é um jargão que tem origem incerta, estudiosos e linguistas não chegam a um consenso sobre a origem do termo. Para o doutor em Letras Cláudio Moreno, rastrear a origem do termo é "praticamente impossível".
A revista Mundo Estranho trouxe três teorias a respeito da origem do termo, que são:
- Nos anos 1970, durante a ditadura militar brasileira, presos políticos que precisavam de recursos para manter sua família criaram um esquema de pirâmide em que uma pessoa, chamada de “limão”, deveria trazer dez novos colaboradores para fazer pagamentos. Estes eram chamados de “laranjas” e dificilmente recebiam de volta o dinheiro do esquema.[8]
- Agentes da lei chamavam de “laranjas” os criminosos que eram presos pois, após uma “espremida”, eles entregavam seus companheiros.[8]
- Boatos dão conta de que, na década de 1980, teria ocorrido um escândalo envolvendo produtores de laranja do interior paulista e nomes da política nacional, que teriam dado calote no Banco do Brasil.[8]

Segundo o G1:
- Uma das principais e mais divulgadas teorias remete a períodos em que, em alguns países, beber em público era proibido. Para iludir a fiscalização, alguns indivíduos "injetavam" bebidas alcoólicas em laranjas e bebiam em público sem serem descobertos.[7]
- A hipótese de que da laranja — fruta —, após o consumo, sobra apenas o bagaço, ou o resíduo da fruta. A associação, nesse caso, seria pelo fato de o verdadeiro beneficiário do dinheiro ilícito extrair tudo do "laranja".[7]

Segundo Cláudio Moreno, porém, "não passam de teorias. Vários leitores, estudiosos apresentam histórias que poderiam remeter à origem do termo. Mas nenhuma convence. É daqueles casos em que, simplesmente, uma palavra com um significado completamente diferente foi emprestada para se referir a outra coisa".
Já a expressão "testa de ferro", de acordo com o Ciberdúvidas da Língua Portuguesa, tem a sua origem no cognome dado a Emanuel Felisberto, Duque de Saboia, rei titular de Chipre e Jerusalém (onde nunca teve qualquer poder), passando a utilizar-se a expressão para designar um titular de um lugar de liderança que não tem poder efetivo.